# Hormisdas
Svatý Hormisdas (narozen okolo roku 450? ve Frosinone, zemřel 523, Řím) byl římským biskupem (papežem) od 20. července 514 do roku 523 (uvádí se 19. červenec).

## Život
Zvolen byl jako římský diákon a vdovec, z manželství předcházejícího jeho pontifikátu vzešel syn, pozdější papež sv. Silverius (536–537). Zachovala se od něj stovka listů a úředních listin, hlavně ve sbírce Collectio Avellana. Během jeho pontifikátu bylo urovnáno akakiánské schizma: v průběhu jednání nechali jeho legáti podepsat východním biskupům vyznání víry zv. Fides Hormisdae papae.

## Odkazy

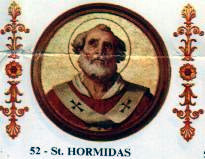
Portrét papeže sv. Hormisdase v bazilice sv. Pavla za hradbami